# Борхсениус, Вальборг
Вальборг Борхсениус (дат. Valborg Bodil Emilie Borchsenius; 19 ноября 1872 — 5 января 1949) — датская балерина и балетный педагог

.

## Биография
Вальборг Йоргенсен родилась в 1872 г. в Копенгагене. Её родителями были Йорген Адольф Йоргенсен и Кристиана Поулина Энгелунд. Вальборг была замужем дважды: в 1896 г. вышла за Йоханнеса Нордена Гулльбрансена, а после развода с первым мужем она в 1908 г. стала женой Коре Гулльбрана Борхсениуса.
С 1879 г. Вальборг начала посещать занятия в балетной школе при Королевском театре Дании. Ещё будучи ребёнком она получила свою первую роль в «Кукольном доме» Ибсена в Королевском театре. В 1888 г. она выступила в постановке Августа Бурнонвиля Fjernt fra Danmark («Далеко от Дании»), в 1891 г. — в его же постановке «Сильфиды». В дальнейшем она продолжала играть в постановках Бурнонвиля, часто в сотрудничестве с балетмейстером Гансом Беком. Она исполнила роли Астрид в Valdemar, Хильды в Et Folkesagn, Сигюн в Thrymskviden, Рагнхильды и Кирсти в Brudefærden i Hardanger, Свавы Valkyrien и Челесты в Toreadoren.
В июне 1918 г. Вальборг оставила балетную сцену после того, как исполнила две свои самые известные роли: Сванильду в «Коппелии» и Терезину в Napoli. Роль Сванильды она за свою карьеру исполнила 128 раз. В том же 1918 г. она была награждена медалью Ingenio et Arti.
Она продолжила работать на должности преподавателя в балетной школы, сохраняя преемственность школы Бурнонвиля в 1930-1950-х гг., для чего она записала его хореографические приёмы для будущих поколений. До 1932 г. она преподавала в балетной школе Королевского театра, а с 1932 г. - у Харальда Ландера. В 1936 г. она получила приз Тагеи Брандт.
Вальборг скончалась в Копенгагене в 1949 г.